# EPrix de Miami
Le ePrix de Miami est une épreuve comptant pour le championnat du monde de Formule E. Elle n'a eu lieu qu'une seule fois, le 14 mars 2015 sur le circuit urbain de la Baie de Biscayne. 10 ans plus tard, le ePrix revient mais cette fois sur le circuit de Homestead-Miami Speedway.

## Historique
Il n'existe à ce jour qu'une seule édition du ePrix de Miami, courue en 2015. Elle fut remportée par Nicolas Prost, moins d'une seconde devant le local Scott Speed qui prend alors part à son premier ePrix.
Pour le retour en 2025, la course est passée à une configuration de parcours routier modifiée du circuit Homestead-Miami Speedway. Le tracé a un rayon d'angle plus serré au virage 1 et une chicane gauche-droite placée sur le tronçon arrière du Circuit. La course est marquée par un accident entre Jake Hughes, Maximilian Günther et Mitch Evans à la chicane qui provoque un drapeau rouge. C'est Pascal Wehrlein qui remporte la course à la suite de la pénalité de Norman Nato car il n'a pas utilisé la totalité de ses 8 minutes de « mode attaque ».

## Le circuit
Le ePrix de Miami est disputé sur le circuit urbain de la Baie de Biscayne, long de 2,169 kilomètres. Le circuit est situé au bord de la baie de Biscayne et contourne notamment l'American Airlines Arena, l'arène de NBA utilisée par le Heat de Miami. Il passe également sous le MacArthur Causeway au niveau des virages 2, 3 et 4.

### Les différents circuits utilisés

Circuit urbain de la Baie de Biscayne (2015)
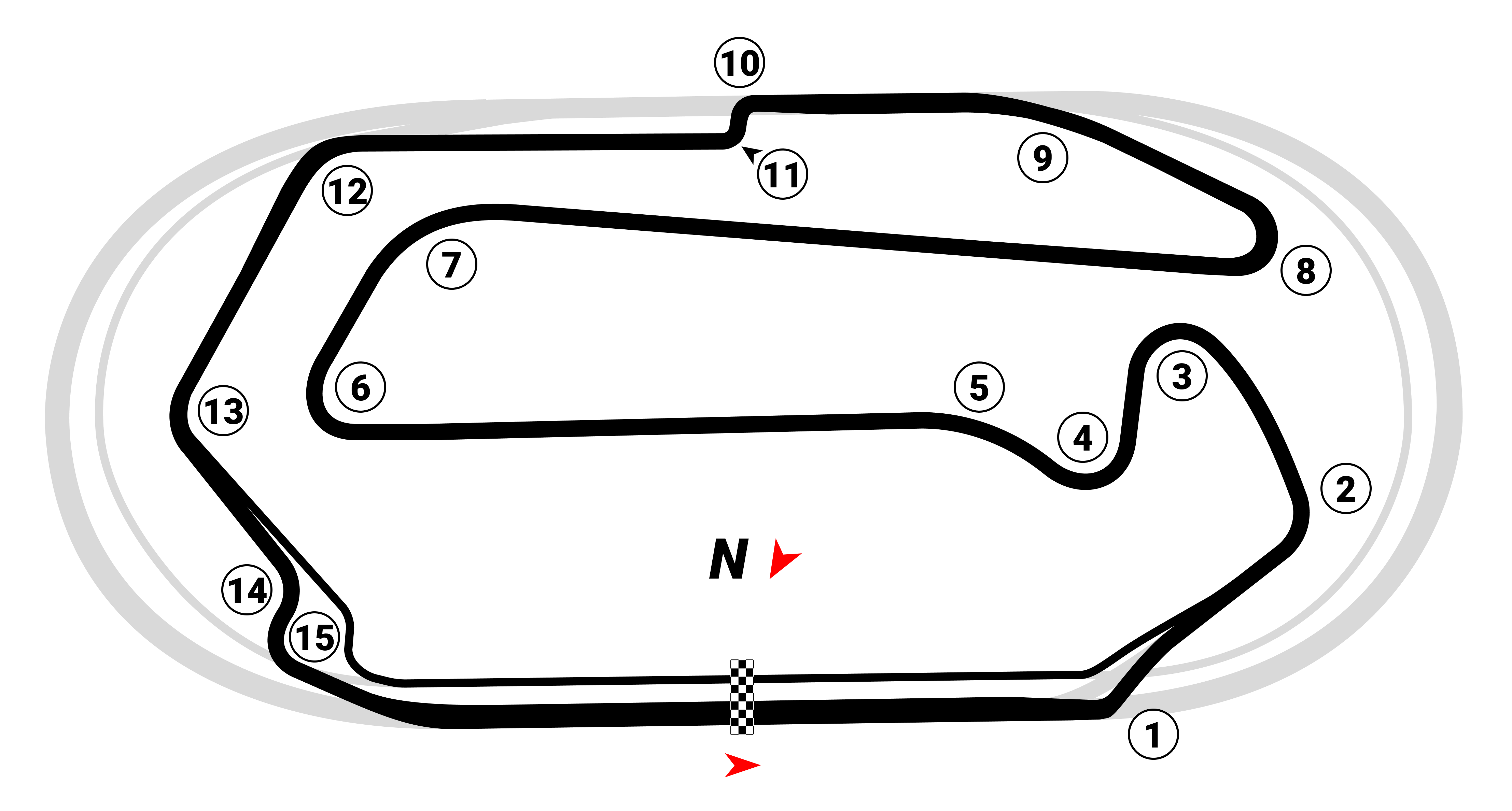
Homestead-Miami Speedway (2025)

## Palmarès
| Année     | Vainqueur       | Écurie                 | Circuit                               | Résultats | Date          |
| --------- | --------------- | ---------------------- | ------------------------------------- | --------- | ------------- |
| 2015      | Nicolas Prost   | e.dams-Renault         | Circuit urbain de la Baie de Biscayne | Résumé    | 14 mars 2015  |
| 2016-2024 | Non couru       | Non couru              | Non couru                             | Non couru | Non couru     |
| 2025      | Pascal Wehrlein | Porsche Formula E Team | Homestead-Miami Speedway              | Résumé    | 12 avril 2025 |